# Камење за подизање
Камење за подизање је природно, тешко камење, где су људи изазвани да га подигну и тиме докажу своју снагу. Уобичајено је кроз северну Европу, конкретно Шкотску, Велс, Исланд (где се називају steintökin), Скандинавију и Северо-западну Енглеску у округу који су некада насељавали Велшани, данашња Камбрија. Нека од камења су толико тешка, да не постоје потврђена подизања у модерно време, већ само легенде.
У скорије време, камење за подизање је имплементирано у "Најјачи светски човек" (World's Strongest Man) такмичења, користећи различита направљена, пронађена или камење које је утемељено као изазов, као што је Хусафел камен. Такође имају и стилизовану верзију догађаја, проистеклу из античких такмичења, где би се гледало који мушкарац би подигао највећи камен на камени зид, направљен од истог зида, познатији као Атлас камење.

## Исланд
На Исланду, камење за подизање је традиционално коришћено као квалификација мушкараца за рад на рибарским бродовима. Један такав сет камења се може наћи на плажи Djúpalónssandur, у подножју глечера Snæfellsjökull. Још један сет се може наћи на месту Hvallátur. Да би се квалификовао, мушкарац мора подићи барем hálfdrættingur камен на ивицу у висини кукова. Подизање тежег камења би доделило већи део плена.
Камење на Djúpalónssandur се класификује као:
- amlóði ("бескористан"), тежине 23 kg (51 lb)
- hálfdrættingur ("слабић"), тежине 54 kg (119 lb)
- hálfsterkur ("полу снажан"), тежине 100 kg (220 lb)
- fullsterkur ("пуна снага"), тежине 154 kg (340 lb)

Један од најпознатијих камења Исланда, јесте Хусафел камен, који тежи 186 kg (410 lb).

## Фарска острва
Свако насеље на Фарским острвима је имало своје локално камење за дизање, звано hav, изведено од глагола hevja што је значило "подизати". Туристи би били изазивани од стране староседелаца да покажу своју снагу.
Један такав камен је сада део мурала у селу Микладалур. Знан као "Marjunar hav", прича се да је подигнут од стране млекарице у 16. веку.

## Шкотска

### Clach cuid fir
Clach cuid fir, гелски за "мушко камење", потиче из Шкотске. Мушко камење је било коришћено вековима као тест снаге у Шкотској. Обично би младић прерастао у мушкарца када би могао да подигне камен његовог клана на висину кукова.Постоји много примера у Шкотској, укључујући:
- МекГлашен камење
- Инвер камен (121.6 кг, 268 фунти)[5]
- Дини камење (два камена тежине 332,49 kg (733,0 lb) у тоталу, односно 188,02 kg (414,5 lb) и 144,47 kg (318,5 lb))[6]
- Мензис камен (115 кг, 253.5 фунти)[7]

МекГлашен и Дини камење се користило више пута у стронгмен такмичењима од 1980-их, укључујући и World's Strongest Man и Pure Strength.

### Clachan-ultaich
Clachan-ultaich је други тип камења за подизање, такође у Шкотској. Примери су:
- такозвани Clach-ultaich Iain Ghairbh MhicGilleChaluim Ratharsair, "камен за подизање од Iain Garbh MacGilleChaluim од Расеја", у Дунтулму на острву Скај. Прича се да је његова тежина равна тони.[8]
- Чартер или Плаво Камење из Даили у Аиршир регији, је камење које се налази на гробљу цркве Старо Даили.[9]
- MacLeod-ово подизање (гелски: Ultach Fear Hiort) на Рони, добија име по Џону МакЛеоду који је једно време био земљопоседник и економ на св. Килди.[10]

### Liftingstane
Близу Олдгирта у Дамфриз и Галовеј регији, налази се мала фарма звана Liftingѕtane где је некада стајао велики камен са гвозденом ручком, користећи се као тест снаге.
У Старо Даили у Јужном Аирширу су "Плава или Чартер камења" која су коришћена за тестове снаге, до те мере, да их је локални одбор везао металним тракама, како би се спречила њихова даља употреба.
"Леперов Чартер камен" у Кингкасу у Прествику, Јужни Аиршир, је направљен од црног базалта и бубрежног облика, коришћен за дизање, све док није поломљен, а остаци узидани у зидове старе капеле.

### Остали
Ардблаир камење је серија од 9 бетонских сфера, у тежинском распону од 18 до 152 килограма. Користе се у Blairgowrie & Rattray Highland играма.

## Велс
Судећи по Y pedair Camp ar Hugainyn Welsh за "24 приказа велшана", подизање камења је била уобичајена пракса. Обично су га изводили младићи као право на пролаз у доба мушкарца. Речено је да када младић може подићи камен до струка, сматра се да је постао мушкарац. Такође, камен је коришћен за развијање снаге код мушкарца, као припрема за борбу.
Није постојала одређена величина, облик или тежина за сваки камен. Камење је варирало, зависно од тога шта је било доступно у локалитету или од тога шта је одабрао краљ сваког региона.
Краљева Teulu ("лична војска") је одабирана из сваког села или града у оквиру граница, зависно од способности појединца да подигне камење, трчи, скаче у вис и даљ, рве се, брани се, користи лук и стрелу и баца копље.
До данас, камен "Y Garreg Orchest" је и даље на месту у граду Крикит у Гвинеду, Северни Велс. Такмичари путују преко целог УК како би покушали да подигну мамутов камен. Године 2015. је било једно успешно дизање 28. камена Голијат.

## Баскија
Подизање камења је такође традиционални спорт Баскије, звани harri jasotzea. Постоји више врста, користећи конкретно округло и правоугаоно камење. Циљ је или подизање и спуштање камена одређене тежине највећи могући број пута или једноставно подизање тешког камена једном, како би се оборио претходни рекорд.

## Носеће варијанте
"Ношење камена" или "ходање са каменом" је традиционални Шкотски и Исландски догађај, коју подразумева ношење великог камења кроз такмичење. Овај тип догађаја је постао веома популаран у спорту стронгмена, са доста варијација коришћених у бројним такмичењима, широм света.
Правила су једноставна: сваки такмичар подигне пар веома тешког камења са гвозденим ручкама, и носи их што даље могуће. Дужина путање варира, зависећи од локације, али сто стопа је уобичајено. Овај догађај је познатији као фармеров ход.
Ако два или више такмичара пренесу камење целом дужином пута, употребљује се теже камење. На Њу Хемпширским Highland играма, рекорд ношења (од 2004. године) је пар камења тежине 508 фунти (230 кг), ношен тик испод дужине од 100 стопа (30 м).
Игра је вероватно настала као изданак потреба уклањања камења за агрикултурна поља и стварања гомиле.
Сличан Баскијски спорт јесте ontzi eramatea, где су тегови оригинално били канистери млека.